# 海福知弘
海福 知弘（かいふく ともひろ）は、日本のシンガーソングライターである。

## 略歴
中学生時代にバンド「FUZZ」のヴォーカルとして活動する。ヤマハ音楽振興会主催のアマチュアバンドコンテスト「EastWest」に出演経験がありグランプリを獲得した。高校在学中の1987年に同バンドはエピックレコードジャパンからメジャー・デビューを果たし、その後解散する。解散後は大沢誉志幸のバックバンドのギタリストとして活動し、1991年にアルファレコードから再度ソロとしてメジャー・デビューをした。1997年にはGAOとのユニット「w.a.h」としても活動し、現在では作曲家、音楽プロデューサーとしても活動している。

## ディスコグラフィ

### シングル
- ひとりぼっちのダンス（1991年7月5日発売）
  1. ひとりぼっちのダンス
  2. たったひとつの熱帯夜
- KISSが届かない（1992年3月21日発売）
  1. KISSが届かない
  2. GIVE ME MY BOY
- ダンスが泣いた夜（1992年7月21日発売）
  1. ダンスが泣いた夜
  2. SWEET MYSTERY

### アルバム
- ひとりぼっちのダンス（1991年7月5日発売）
- LOVE CHIC（1992年4月21日発売）

## FUZZ

### メンバー
- 海福知弘 - ヴォーカル/ギター
- 浅野成孝 - ベース
- 山岸啓司 - ドラムス

### ディスコグラフィ

#### シングル
- 朝日の街（1987年7月22日発売）
  1. 朝日の街
  2. シックスティーン
- TOWN（1987年10月21日発売）
  1. TOWN
  2. HONKYTONK ROCK PARTY
- RESISTANCE NEVER DIE（1988年4月21日発売）
  1. RESISTANCE NEVER DIE
  2. KEEP ON DANCIN'
- HEAVY ROCKS（1988年5月21日発売）
  1. RESISTANCE NEVER DIE
  2. 朝日の街
  3. KEEP ON DANCIN'
  4. NEVER GIVE UP

#### アルバム
- ORIM-RAMAZ（1987年2月26日発売）
- TOWN（1987年10月21日発売）